# Дадуев, Иннокентий Дарбаевич
Иннокентий Дарбаевич Дадуев (1891, улус Заглик, Иркутская губерния — 1970) — бурятский советский поэт, переводчик, живописец. Один из первых авторов бурятских пьес.

## Биография
Сын крестьянина-скотовода. Выпускник Иркутского сельскохозяйственного училища. Работал народным учителем.
Известен его рассказ «Хухербу хубун» — авторизированная переделка народной шутки «Далан худал» («Семьдесят шуток»).
С большим мастерством перевёл пьесу Л. Толстого «Ученье свет, а неученье — тьма», которая имела большой успех на бурятской сцене.
Кроме того, И. Дадуев увлекался живописью. Его картины: «Чингис-хан», «Заброшенные летники северных бурято-монгол» и другие были очень распространены в открытках в Бурятии.